# Carteris incana
Carteris incana là một loài bướm đêm trong họ Noctuidae.